# 江北岸

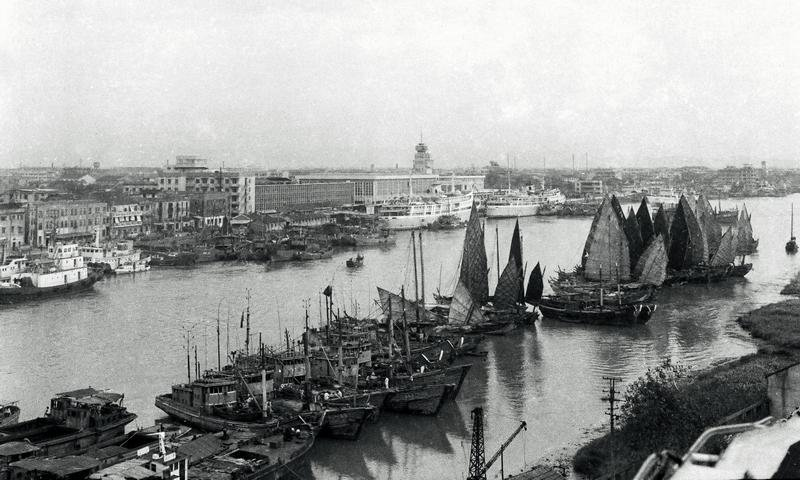
宁波江北岸，摄于20世纪20年代

江北岸是中华人民共和国浙江省宁波市一处近代历史文化街区，商业开发后又被称为宁波老外滩。江北岸位于江北区，为宁波港旧码头所在地，见证了宁波近代五口通商的历史和宁波帮的发展壮大。

## 历史
江北岸原为宁波港码头所在地，与东洋和南洋各地进行了长期的贸易。1842年，中英南京条约将宁波划为通商口岸。从此，西方人开始涌入宁波。然而，由于西方船只无法驶入位于今海曙区的旧码头，因而，江北岸的新码头得以开辟。1844年，宁波正式开埠，从此，江北岸成为外国商人聚居的场所，江北岸也成为中国最古老的外滩之一。由于江北岸外人聚居的历史早于上海外滩20多年，因而称为老外摊。西方各种近代设施和文化场所出现于江北岸，使得宁波开始近代化。但是，随着上海口岸的崛起，宁波口岸的地位被削弱。1927年，国民政府收回江北岸行政管理权，江北岸成为宁波重要的客货运站点。然而，随着水运的没落，江北岸也日渐没落。2002年，宁波城建投资控股有限公司出资对江北岸进行改造，使得老外滩成为宁波的时尚消费中心。

## 历史建筑
江北岸是宁波近代化的起点和宁波帮的发祥地之一，因而留下了众多历史建筑。据统计，老外滩共包括54处历史建筑，其中，1座（江北天主教堂）为全国重点文物保护单位，4座（浙海关旧址、英国领事馆旧址、谢氏旧宅、宁波邮政局旧址）被纳入浙江省文物保护单位，4座（江北巡捕房旧址、宏昌源号、朱宅、严氏山庄）被纳入宁波市文物保护单位。

## 当代建筑
- 宁波美术馆
- 外滩大桥